# Couvent des Ursulines de Paris
Pour les articles homonymes, voir Couvent des Ursulines.
Le couvent des Ursulines de Paris, était un monastère parisien supprimé en 1792 situé à l’emplacement de l’actuelle rue des Ursulines.

## Historique
En 1607, Madame de Sainte-Beuve (Madeleine Luillier (de), veuve de Claude Le Roux, sieur de Sainte-Beuve), fonda un couvent de l'ordre de Sainte-Ursule dans une propriété du faubourg Saint-Jacques, l’« hôtel Saint-André » . La compagnie de Sainte-Ursule de religieuses non cloîtrées laïques n'ayant pas prononcé de vœux, fondée en 1535, fut transformée en ordre cloîtré. Les religieuses  qui suivaient la règle de Saint-Augustin ajoutent aux trois vœux ordinaires la mission d’éducation des jeunes filles.
En 1610, le couvent s’installa à proximité de leur première implantation et l'église, dont la première pierre fut posée par Anne d'Autriche en 1620, fut terminée en 1627. Sa chapelle était ornée de tableaux du peintre flamand Pieter Van Mol.
Le couvent du Faubourg Saint-Jacques était la maison-mère de l'ordre qui se développe rapidement, avec 310 couvents en France en 1668.
L'institution comprenait un pensionnat pour les élèves de la noblesse et de la bourgeoisie et dispensait également des cours aux enfants pauvres du quartier,.

## Suppression du couvent
Le couvent fut fermé en 1790 et ses vastes terrains qui atteignaient l’actuelle rue d’Ulm furent vendus en 1798.
La rue des Ursulines fut tracée sur cet ancien domaine et entraîna la destruction d’une partie des bâtiments de l’ancien couvent mais d’autres éléments, notamment sa chapelle, subsistèrent jusqu’au percement de la rue Gay-Lussac en 1864 qui emporta ses derniers vestiges.
Une communauté d'Ursulines avec un foyer d'étudiantes est actuellement installée, non loin de leur ancien couvent, au 9 impasse Royer-Collard.

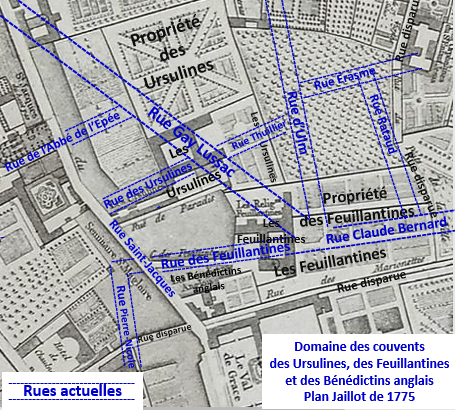
Situation du couvent en 1775.
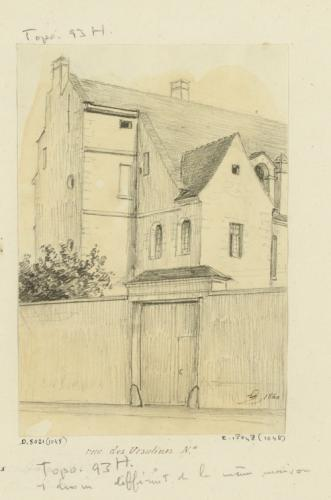
Couvent des Ursulines rue des Ursulines avant 1860.
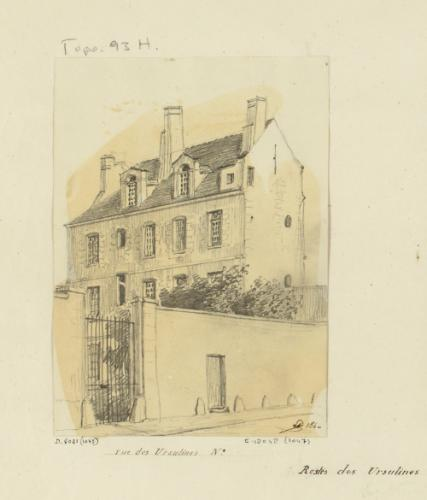
Ancien couvent des Ursulines avant 1860.
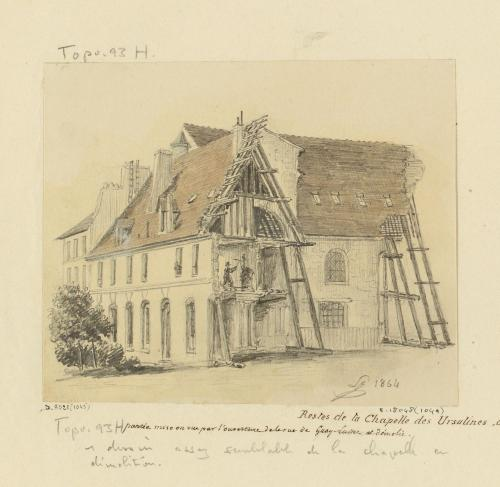
Démolition de la chapelle pour percement de la rue Gay-Lussac.